# Takashi Miki
Takashi Miki (三木 隆司?, Miki Takashi; Kanagawa, 23 luglio 1978) è un ex calciatore giapponese, di ruolo difensore.